# Iliokali
Iliokani (greacă Ηλιόκαλη, înainte de 1927: Μορκιούς - Morkios este un sat în Grecia în prefectura Ioannina.

## Populație
| An   | Populație |
| ---- | --------- |
| 1981 | 466       |
| 1991 | 464       |
| 2001 | 422       |

## Legături externe
- Site oficial Arhivat în 2 decembrie 2008, la Wayback Machine.
- Site local